# Lau Mazirel
Lau Mazirel (29 novembre 1907 à Utrecht - 20 novembre 1974 à Saint-Martin-de-la-Mer) est une résistante néerlandaise et une avocate engagée en faveur des droits des LGBT et des Roms,.

## Biographie

### Avant 1940
Laura "Lau" Carola Mazirel est la fille d'une famille de pacifistes qui a aidé des réfugiés pendant la Première Guerre mondiale. Son père Hendrik Mazirel est cheminot et sa mère Marie Elisabeth Bollinger enseignante. Elle grandit à Gennep (province du Limbourg), puis à partir de 1917 à Utrecht.
Diplômée en droit et psychologie en 1929, elle s'installe à Amsterdam, où elle devient membre de l'organisation étudiante sociale-démocrate Sociaal Democratische Studenten Club (SDSC) et du parti social-démocrate Sociaal-Democratische Arbeiderspartij (SDAP).
En 1933, elle contracte devant quelques amis un mariage libre (vrij huwelijk) avec Meijer Leopold Waterman, car elle est opposée au mariage civil qui ne donne que peu de droits aux femmes. Le couple a eu deux fils, Leo et Wolf,.
Elle ouvre un cabinet d'avocats en 1937, spécialisé dans les questions concernant les réfugiés et les immigrants. Elle défend également des personnes sous le coup de l'article 248 bis, qui interdit les contacts homosexuels entre mineurs et majeurs.
Travaillant comme guide touristique, elle visite l'exposition universelle de 1937 à Paris et assiste à une conférence où des scientifiques allemands présentent les théories de "nettoyage hygiénique racial". En Allemagne, elle visite des camps pour Roms. Alarmée par ces dérives racistes, elle tente en vain de persuader le gouvernement néerlandais et les institutions religieuses juives de supprimer les informations mentionnant la religion dans les documents d'identité.

### Seconde Guerre mondiale
Pendant l'occupation allemande des Pays-Bas, le cabinet de Lau Mazirel, situé sur le canal Prinsengracht, sert de couverture pour des activités de résistance : prise de contact avec des réfugiés, transmission de messages ou encore hébergement de personnes se cachant des nazis. Elle cache plusieurs personnes dans sa propre maison,.
Elle rejoint les groupes de résistance Vrije Groepen Amsterdam. Sa maîtrise de l'allemand lui permet d'entrer en contact avec des officiers nazis de haut rang tels que le SS-Hauptsturmführer Ferdinand aus der Fünten,.
Dès 1942, elle est convaincue que le camp de Westerbork n'est pas un simple camp de travail mais un lieu de transit vers les camps d'extermination. Cependant, elle ne réussit pas à en convaincre Abraham Asscher, président du Conseil juif d'Amsterdam, quand bien même elle affirme avoir l'information de Ferdinand aus der Fünten lui-même. Peu de temps après, son mari (juif) et leurs enfants Leo et Wolf sont contraints de se cacher pour échapper à l'arrestation et au transport vers les camps d'extermination.
Mazirel participe à l'organisation de l'attentat contre les archives publiques d'Amsterdam en 1943, mais ne participe pas à l'attaque elle-même, car jugée trop petite pour se faire passer pour un policier,. Elle rend visite en prison à l'un des conspirateurs, Willem Arondeus, ouvertement homosexuel, peu de temps avant son exécution. Arondeus lui aurait demandé de "dire au monde que les gays ne sont pas moins courageux que les autres".
Entre 1943 et 1945, les Allemands procèdent à trois reprises à des descentes dans le cabinet, arrêtant plusieurs personnes qui s'y cachaient. Lau Mazirel joue un rôle actif dans le sauvetage d'enfants juifs du centre de déportation Hollandsche Schouwburg.
Fin 1944, elle est arrêtée et incarcérée à la prison pour femmes de Weteringschans d'Amsterdam. Après six semaines, de détention, elle est libérée de prison, son dossier ayant été perdu,.

### Après la guerre
Lau Mazirel poursuit son activité d'avocate au service des droits humains. Avocate de COC, organisation de défense des droits LGBT fondée en 1946, elle défend l'usage du terme homofiel en lieu et place d'homosexuel, afin de mettre davantage l'accent sur l'amour que sur la sexualité. Elle est nommée membre honoraire de l'organisation en 1956,. Elle est également avocate de la Nederlandse Vereniging voor Sexuele Hervorming (NVSH, "Société néerlandaise pour la réforme sexuelle").
Engagée dans la défense des droits des femmes, elle s'implique dans la Nederlandse Vereniging voor Vrouwenbelangen, Vrouwenarbeid en Gelijk Staatsburgerschap (société néerlandaise pour les questions féminines, le travail des femmes et l'égalité droits du citoyen). En 1952, elle fait partie de la commission créée par le parlement néerlandais pour réformer la législation relative à l'avortement. Elle défend alors le président et médecin du NVSH Wim Storm, inculpé pour avoir pratiqué un avortement.
Elle quitte le Parti travailliste pour protester contre ses positions en faveur de l'action militaire contre le mouvement indépendantiste indonésien, et rejoint le Parti socialiste pacifiste créé en 1957.
Le 16 novembre 1950, elle épouse l'opérateur de cinéma Robert Jean Hartog, avec qui elle avait servi dans la résistance. Ils ont eu un fils, Henri, qui meurt accidentellement en 1973.
En 1955, le couple s'installe à la campagne, en Côte-d'Or, en raison de la détérioration de la santé de Lau Mazirel. Depuis la France, elle milite contre la législation Woonwagenwet de 1968 qui veut forcer la sédentarisation des nomades dans des centres éloignés de la population. Elle s'oppose également au recensement de 1971 qui, selon elle, collecte trop d'informations personnelles des citoyens.
Elle meurt en France à l'âge de 67 ans,.

## Hommages

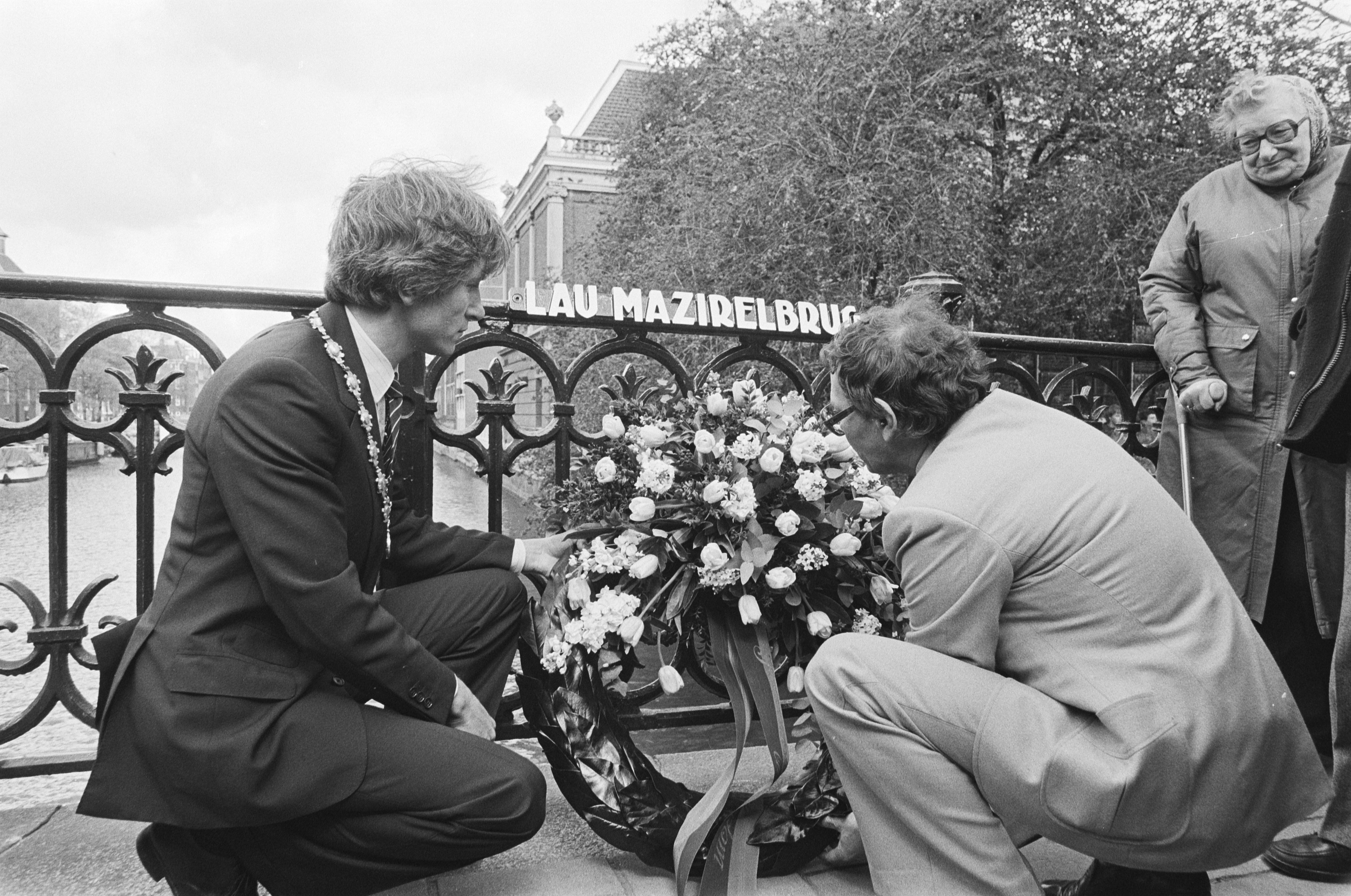
Une cérémonie en 1982 marquant la nomination d'un pont à Amsterdam en l'honneur de Mazirel.

En 1981, le journaliste Jan Rogier fonde la Lau Mazirel Stichting (devenue Vereniging Lau Mazirel en 1987), organisation soutenant les droits des Roms et d'autres personnes nomades,.
Un pont sur le canal Plantage Muidergracht à Amsterdam, porte le nom de Lau Mazirelbrug depuis 1982. Une couronne de fleurs y est déposée chaque année le 4 mai, Journée nationale du Souvenir.
Plusieurs villes néerlandaises comme Amsterdam, La Haye, Leiden, Beverwijk et Spijkenisse ont des rues qui portent son nom.